# 桓公の後継者争い
桓公の後継者争い（かんこうのこうけいしゃあらそい）は、紀元前643年から紀元前642年まで発生した斉での内戦である。斉の桓公の息子たちが王位（公位）をめぐって互いに戦った。この内乱は、斉の混乱といくつかの外部勢力の介入を招くこととなった。桓公が意図した後継者である姜昭（後の孝公）が勝利を収めるまで、姜昭の4人の兄弟が公位をめぐって陰謀を企て続け、何十年にもわたって斉を襲うこととなる、後継争いに至った。その結果、斉は国力が大幅に弱体化し、中原の覇者としての地位を失った。

## 背景

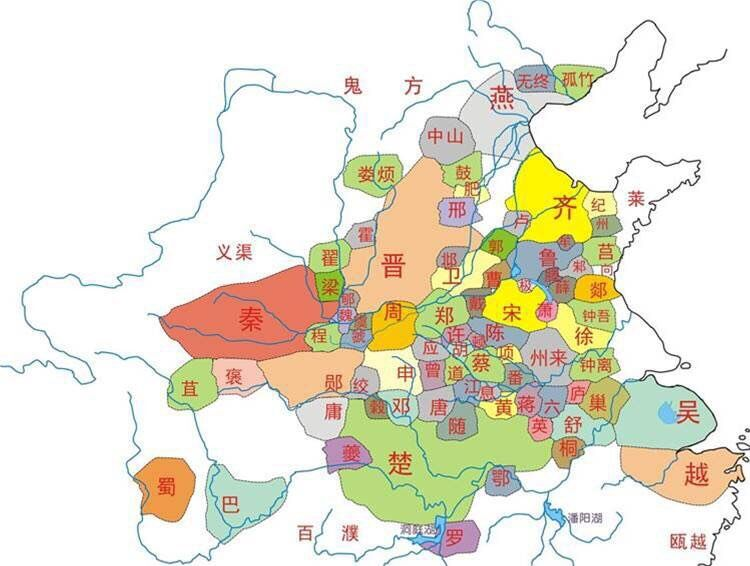
春秋時代の諸国

斉は、西周時代（紀元前1046年 - 紀元前771年）、地域的に強力な諸侯であった。周王朝の権威が春秋時代の初期に崩壊したとき、斉は中国東部の支配的な勢力に成長した。その結果、鄭の中原の覇権が衰退したとき、斉はその影響力を拡大する理想的な立場にあった。それだけでは無く、斉の中原の覇者としての国家への発展は、この好都合な状況のためだけではなく、有能な家臣の管仲の尽力によるものであった。彼らの指揮の下で、斉は改革され、中原の諸侯の中で最も重要な役割を果たし、後世で桓公は春秋五覇の一人に数えられている。しかし、桓公の長い統治（紀元前685年 - 紀元前643年）の末期頃から、斉の国力は衰え始めた。斉主導の軍事的な同盟は楚の国力の増長を止めることに失敗し、そして婁林の戦いで、楚に敗北した。他の諸侯に対する桓公の権威は衰退した。紀元前645年に管仲が死去したことにより加速された。病気になった高齢の桓公は、斉にあるさまざまな政治派閥を制御することができなくなった。

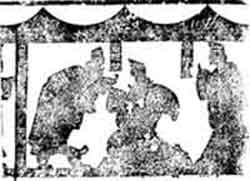
桓公と管仲

派閥は桓公の息子のうちの6人、姜無詭・姜昭（後の孝公）・姜潘（後の昭公）・姜商人（後の懿公）・姜元（後の恵公）・姜雍が率いていた。6人とも桓公の3人の正室（息子を産まなかった）の子ではなく、異なる側室の子供だったため、それぞれが自分自身が公位継承権があると見なした。正式に後継者に指名されたの姜昭であり、桓公と管仲は姜昭への公位継承を確実にするために、隣接する宋の襄公を後見役とした。しかし、管仲の死と桓公の病状が悪化しているため、姜無詭・姜潘・姜商人・姜元・姜雍は後継者としての立場にある姜昭への反対する姿勢を強めた。姜無詭・姜潘・姜商人・姜元・姜雍のうちの1人を次の支配者にするという嘆願に、桓公は首を縦に振らなかった。しかし桓公は姜無詭・姜潘・姜商人・姜元・姜雍が互いに陰謀することを防ぐことができなかった。その結果、姜無詭・姜昭・姜潘・姜商人・姜元・姜雍たちは支持者を集め、避けることのできない後継者争いに備えた。

## 後継者争い

### 姜無詭の優勢と混乱
桓公は、紀元前643年に亡くなった。『管子』や戦国時代のいくつかの史書によれば、共謀する4人の役人によって餓死したと記載されている。しかし、これらの事件に関するその他の有力な情報源、たとえば『春秋左氏伝』や『史記』の記録などは、これについて言及していない。桓公が死んだため、宮廷での後継争いはエスカレートした。後継者である姜昭と、公位継承権の主張者の姜無詭・姜潘・姜商人・姜元・姜雍の派閥は、互いに武装し、首都臨淄は武力的な混乱に陥いった。しかし、姜無詭は宮廷に置いて、易牙と豎刁という2人の強力な支持者を有していた。『管子』は、この2人が桓公を殺害した共謀者の一人であると主張している。易牙と豎刁が率いる姜無詭の派閥がなんとか宮殿を支配し、捕らえることができるすべての公位継承者を殺害した。他の公位継承者たちは自らの命のために逃亡した。紀元前643年11月11日、姜無詭は斉の新しい公爵として即位した（斉侯無詭）。その後、ついに桓公の墓葬が行われた。さまざまな説明によると、桓公の死体は、後継者争いのために7日から3カ月の間、寝室に無人で安置されていて、すでに腐敗し始めていた。
しかし、姜無詭の即位にもかかわらず、統治は盤石と言うにはほど遠いことが証明された。姜潘・姜商人・姜元・姜雍の支持者の勢力も大規模なままであったが、最大の脅威を与えたのは宋の襄公の元に亡命して援助を求めた姜昭であった。宋の襄公は宋を中心として、曹・衛・邾と同盟を組んだ。襄公と姜昭が率いるこれらの諸侯の同盟軍は、紀元前642年3月に斉を侵攻し始めた。防衛側の斉侯無詭は、侵略者から斉侯無詭を助けるために遠征軍を派遣した魯の支持を得た。しかし結局、戦場での勝敗が決定される前に、斉侯無詭は殺害された。宋を中心とする侵略を斉の人々は恐れ、斉侯無詭に対して反乱を起こし殺害させ、姜昭を新しい公爵として迎え入れた。

### 甗（げん）の戦い
斉侯無詭の死の情報が広まるにつれて、姜昭の公位継承が避けられなくなったと思われたため、曹・衛・邾は斉から軍を撤退させた。しかし実際には、姜昭の確実な公位継承者としての地位はまだ確保されていなかった。姜昭が即位しようとしたとき、姜潘・姜商人・姜元・姜雍は支持者とともに臨淄に戻り、姜昭の派閥を攻撃した。したがって、姜昭の兄弟が宮廷を支配し、姜昭に対して同盟を結んだ。姜昭は再び臨淄から逃げることを余儀なくされた。姜昭はまだ宋軍と共に斉に残っていた宋の襄公の元に亡命し、援助を求めた。一方、姜潘・姜商人・姜元・姜雍の連合軍は、斉から宋の軍隊を追い払うために臨淄から打って出た。甗（げん、現在の山東省済南市歴城区）で2軍は相対し、宋軍が決定的な勝利を収めた。姜潘・姜商人・姜元・姜雍は斉から逃亡し、宋の襄公は臨淄で姜昭を即位させた。それ以降、姜昭は斉の孝公と呼ばれるようになった。後継者争いは一旦の収束を迎えたため、宋の軍隊は帰国した。
しかしながらも、姜潘・姜商人・姜元・姜雍らの支持者は依然として活動的であり、新たに即位した孝公に対して陰謀を企て続けた。甗での敗戦後まもなく、姜潘・姜商人・姜元・姜雍を援助するために北狄は斉を侵略し、荒廃させた。しかしこれは孝公の勢力を弱めるには不十分であり、斉は再び安定した。北狄の攻撃の後には、斉の国内は落ち着いた状態になり、故桓公は死後数か月で適切な儀式を行われ、最終的に埋葬された。

## 余波
姜昭は公位に就いた後、斉桓公の在位時期の中原の覇者としての権威を回復させようとした。これも孝公は覇者になりい欲のためで、宋襄公との関係の亀裂を招くこととなった。元同盟国であった斉と宋は、この対立によって戦争を起こした。しかし、斉と宋はどちらとも覇者になることはできず、晋の文公が次の覇者になった。孝公の血筋も、息子や後継者が殺害されたため、斉の公位に留まることは無かった。後継者争いは孝公の死後にも続き、姜元（恵公）が紀元前608年に公位を継承するまで続いた。恵公の子孫は、紀元前386年まで、斉を統治し、田氏によって倒された。